# 海筋肉王 〜バイキング〜
『海筋肉王 〜バイキング〜』（バイキング）は、2005年4月3日から2007年3月25日までフジテレビ系列で、毎週日曜13:35 - 14:00（JST）に放送されたスポーツ系バラエティ番組である。通称は「海筋肉王」「バイキング」「VIKING」。

## 概要
本番組のレギュラー化に先駆け、お台場に大規模なアスレチックのセットを用意し、有名人や体力自慢の一般人に挑戦してもらう「バイキングプロジェクト」が2005年3月に立ち上げられ、3月22日には初の特番が放送された。
本番組のプロデュースには、かつてTBS系列で放映されていた「筋肉番付シリーズ」を手がけた樋口潮が携わっており、このためコンセプトも同シリーズに通ずるものとなっている。また『筋肉番付』で生まれた『筋肉ミュージカル』の公演も前出のプロジェクトに内包する形で継続することとなり、番組の後半では『筋肉ミュージカル』の舞台裏・情報が放送された。
2006年からはレギュラー放送のタイトルが『バイキング』に変更され、ロゴもスペシャル放送で用いられていたものに統一された。また、同年10月15日から、フジテレビと長野放送では、直前に放送されていた『あっぱれ!!さんま大教授』からCMを挟まずにステブレレスで切り替わるようになった。なお長野放送は、フジテレビ系列局で唯一、本番組と『ウチくる!?』・『あっぱれ!!さんま大教授』の3番組連続で同時ネットしている局である。
週刊誌によると、『SASUKE』での杜撰な管理の影響から、制作局のフジテレビが2006年12月末に番組終了を申し出、それに加えて「筋肉ミュージカル」も6月末をもってFNS系列局を含め同公演の主催を退くことが決定したため、2007年3月に番組の打ち切りを決定。3月25日放送分をもってレギュラー放送を終了すると同時に、スペシャル番組も終了した。

### 前半コーナー
GOLDEN BUSTER
「筋肉番付」で放送された「ストラックアウト」と同様の競技。的の配置は5番のみ四方をフレームで囲んだ「ストラックアウト」3代目の配置と同様であり、完全制覇で100万円獲得となる。更に1球だけ、金色に塗られた「ゴールデンボール」を投げることも出来る。宣言した的も金色に変えられ、宣言通りに的を抜くことが出来れば、その場で10万円獲得。
Number Hunter
「筋肉番付」で放送された「キックターゲット」と同様の競技。的の配置は「キックターゲット」初代の配置と同様で、完全制覇で100万円獲得。更に1球だけ、金色に塗られた「ゴールデンボール」を蹴ることも出来る。宣言した的も金色に変えられ、宣言通りに的を抜く事が出来れば、その場で5万円獲得。後に、ペナルティやレイザーラモンHGと視聴者代表の小学生が対決する形式になった。
バイキング偏差値
初回に放送されたコーナー。体力テスト及び自己アピールで、番組独自のバイキング偏差値を弾き出す。
ROAD TO VIKING
スペシャル（個人戦第3弾）の予選として実施。幾つかの障害を抜き出したショートコースをどれだけ早くゴール出来るかを競い、上位数名が第3弾に出場出来た。構成はニンジャ(SASUKEの五段跳びとほぼ同じエリア)→ガリオン→パーレイ→スイングマスト→ヘブンリィクライム。制限時間は男女により異なる。
健康筋肉体操
佐藤弘道考案の体操を、全国各地へ指導に赴き、一緒に踊って健康になってもらう趣旨の企画。お笑いコンビのFUJIWARAは、これをパロディ化したコントを行っている。

## 出演
- 佐藤弘道（おかあさんといっしょ（NHK）の元体操のおにいさん、2005年7月より）
- 中村仁美（当時フジテレビアナウンサー、番組当初から）
- ボビー・オロゴン（番組当初から2006年上旬まで[注 3]）

実況
- 長坂哲夫（フジテレビアナウンサー、個人戦第1弾のみ）
- 竹下陽平（フジテレビアナウンサー、個人戦第1弾のみ）
- 福井謙二（当時フジテレビアナウンサー、個人戦第2弾のみ）
- 田中雄望（元テレビ静岡アナウンサー、個人戦第2弾・第3弾、ペア戦第1弾）
- 梅田淳（元関西テレビアナウンサー、ペア戦第1弾より）
- 八塚浩（ペア戦第2弾より）

## スペシャル番組
お台場に海賊船を模した巨大なフィールドアスレチックを設置。『SASUKE』同様に、数個のステージで構成されたこのアスレチックを制覇していく。『KUNOICHI』同様、『筋肉番付』や『SASUKE』からリメイクされたエリアやSASUKEに逆リメイクされたエリアもある。SASUKEでいう忍者に対しVIKINGでは海賊を目したエリアが目立っている。そのためかSASUKEより先に海賊のごとく水に飛び込むという理由か水中エリアを導入している。『SASUKE』『KUNOICHI』と異なる点として、以下の点が挙げられる。
- 計算能力や記憶力といった頭脳、体内時計、集中力等、幅広い能力が求められる。
- 一部の大会ではタイムトライアル形式のステージや、ゴールしていなくても進んだ距離の上位20チーム前後が次のステージへ進めるステージもある[注 8]。
- 大きく分けて、個人戦と親子・夫婦等2人1組で挑むペア戦の2種類の大会が行われる。
- 個人戦第1弾と第2弾では1st MARINE STAGEをクリアするとクリアの証として番組オリジナルのターバンがもらえる。BRAIN SHIP STAGE、2nd ADVENTURE STAGEではそのターバンを被ったまま挑戦する。
- ペア戦でのFINAL STAGEおよびSEMI FINALでは沖縄県の久米島を舞台に1st～3rdとは別の日に決行される。

### 個人戦

#### 第1弾
お台場筋肉の祭典!! 史上最大のフィールドアスレチック 海筋肉王"バイキング"最強の芸能界スペシャル
2005年3月22日に「カスペ!」枠（19:00-20:54）内でレギュラー版に先駆けて放送された。芸能人と著名アスリート計80名が参戦。成績上位者は直後に放送された第2弾にも参戦した。主な挑戦者は出川哲朗、FUJIWARA、スピードワゴン、次長課長、カンニング竹山、庄司智春、小比類巻貴之、須藤元気、千野志麻アナ、石本沙織アナなど。また、ボビーと中村アナもMCの威信を賭けて挑戦した。
結果は1st MARINE STAGE突破者が山崎裕太ら5人で、2nd ADVENTURE STAGEで全滅。またBRAIN SHIP STAGEが収録前日までにセット組み立てが行われる際に強風が発生したため中止になっている。本大会は個人戦としては全選手にゼッケン番号が与えておらず、ペア戦を含んだ個人戦第2弾以降の全大会と、「He's A Pirate?」(OP・各ステージクリア時等、後述)を除く大半のBGM(REPLAY時等)や各ステージのタイトルロゴが異なっており、パイロット版の意味合いが強いものとなっている。
※全選手にゼッケン番号が与えておらず、ゼッケンテロップの表示もなかったが、各選手の開始前、もしくはクリアした時に表示される1st STAGEの「○○人中○人クリア」のテロップが表示され、そのときの何人目の挑戦者かの表示をもとに選手名の前にゼッケン番号を記載した。
| STAGE | 実況                                                   | クリア人数 | 制限時間 | 最速タイム者 | 残りタイム | 平均タイム | 備考                             |
| ----- | ------------------------------------------------------ | ---------- | -------- | ------------ | ---------- | ---------- | -------------------------------- |
| 1st   | 長坂哲夫（1-20人目、41人目以降） 竹下陽平（21-40人目） | 5名        | 120秒    | 高橋博光     | 24.71秒    | 11.57秒    |                                  |
| BRAIN |                                                        | 5名        |          |              |            |            | 悪天候により中止のため繰り上がり |
| 2nd   | 長坂哲夫                                               | 0名        | 120秒    |              |            |            |                                  |

| ゼッケン | 名前     | ステージ | エリア       | 備考                                       |
| -------- | -------- | -------- | ------------ | ------------------------------------------ |
| 40       | 南出仁寬 | 2nd      | ロープメイズ | 終盤                                       |
| 33       | 山﨑賢太 | 2nd      | ロープメイズ | 序盤                                       |
| 32       | 山崎裕太 | 2nd      | ロープメイズ | 序盤                                       |
| 58       | TERU     | 2nd      | ガリオン     | 中間地点、重りを水に落としたことにより失格 |
| 76       | 高橋博光 | 2nd      | ガリオン     | 序盤                                       |

| 性別 | ゼッケン | 名前     | 残りタイム | 経過タイム | 確率   | 順位 | 備考                                  |
| ---- | -------- | -------- | ---------- | ---------- | ------ | ---- | ------------------------------------- |
| 男性 | 76       | 高橋博光 | 24.71秒    | 95.29秒    | 79.41% | 1位  | 1st MARINE STAGE 全体最速タイム記録者 |
| 男性 | 40       | 南出仁寬 | 16.17秒    | 103.83秒   | 86.53% | 2位  |                                       |
| 男性 | 58       | TERU     | 10.48秒    | 109.52秒   | 91.27% | 3位  |                                       |
| 男性 | 33       | 山﨑賢太 | 3.91秒     | 116.09秒   | 96.74% | 4位  |                                       |
| 男性 | 32       | 山崎裕太 | 2.60秒     | 117.40秒   | 97.83% | 5位  | 1st MARINE STAGE 全体最遅タイム記録者 |

※1st脱落者を含んだ全体の結果についてはこちらを参照。

#### 第2弾
春のお台場筋肉の祭典 史上最大のフィールドアスレチック 海筋肉王"バイキング"スペシャル 全世界最強王決定戦!!
2005年4月4日（19:00 - 21:54）放送。第1弾の第1ステージ突破者4人のほか、「筋肉ミュージカル」スタッフ、芸能人、スポーツ選手、フジテレビで行われた予選（1分間腕立て伏せ）を通過した一般人が、更に『SASUKE』で活躍した人物や出場経験のある人物も参戦、計100名が出場した。第1弾で中止された「BRAIN STAGE」も実施された。また、これ以外にも体内時計で10秒を測る（ボディ・クロック）や上部の枠に棒が触れないように、手の平に棒を乗せて進む（おっとっと9）等、筋肉番付でかつて行われた競技が本大会の関門として復活する形となった。
10人が1st MARINE STAGEを突破し、前回全滅した2nd Adventure Stageではロープメイズを朝岡弘行がはじめて攻略した。しかし制限時間やハートブレイカーで進出者は苦戦。「SASUKEオールスターズ」の1人、長野誠がクリアし、3rd Fantasy Stageも難なく超え、最終ステージの"FINAL VIKING"に進出したが、完全制覇にいたらなかった。また本大会に限り、放送時のナレーターを江守徹が務めた。
| STAGE | 実況                                                 | クリア人数 | 制限時間               | 最速タイム者 | 残りタイム | 平均タイム | 備考                             |
| ----- | ---------------------------------------------------- | ---------- | ---------------------- | ------------ | ---------- | ---------- | -------------------------------- |
| 1st   | 福井謙二（1-33番、71番目以降） 田中雄望（34-70番目） | 10名       | 110秒                  | 長野誠       | 25.43秒    | 9.76秒     | エリア変更なしで制限時間10秒減。 |
| BRAIN |                                                      | 8名        |                        |              |            |            |                                  |
| 2nd   | 福井謙二（福田佑平まで） 田中雄望（南出仁寬以降）    | 1名        | 120秒（第6エリアまで） | TERU         | 20.78秒    | 18.63秒    | クリア者は長野誠。               |
| 3rd   | 田中雄望（Ultimate Plank時） 福井謙二（Bio Clock時） | 1名        |                        |              |            |            | Ultimate Plankを選択。           |
| FINAL | 田中雄望                                             | 0名        | 100秒                  |              |            |            |                                  |

| ゼッケン | 名前     | ステージ | エリア             | 備考                         |
| -------- | -------- | -------- | ------------------ | ---------------------------- |
| 90       | 長野誠   | FINAL    | バーティカルロープ | 残り約50cm                   |
| 81       | TERU     | 2nd      | ハートブレイカー   | ホライズンロード2回目        |
| 62       | 佐藤学   | 2nd      | ヘブンリィクライム | バーに移行した後タイムアップ |
| 61       | 朝岡弘行 | 2nd      | ヘブンリィクライム | バーを登る途中でタイムアップ |
| 74       | 南出仁寬 | 2nd      | ロープメイズ       | 終盤                         |
| 54       | 知幸     | 2nd      | ロープメイズ       | 終盤                         |
| 63       | 福田佑平 | 2nd      | ロープメイズ       | 中間地点                     |
| 96       | 高橋博光 | 2nd      | ロープメイズ       | 中間地点                     |
| 97       | 石川輝一 | BRAIN    |                    |                              |
| 73       | 山口康輔 | BRAIN    |                    |                              |

| 性別 | ゼッケン | 名前     | 残りタイム | 経過タイム | 確率   | 順位 | 備考                                  |
| ---- | -------- | -------- | ---------- | ---------- | ------ | ---- | ------------------------------------- |
| 男性 | 90       | 長野誠   | 25.43秒    | 84.57秒    | 76.88% | 1位  | 1st MARINE STAGE 全体最速タイム記録者 |
| 男性 | 54       | 知幸     | 16.13秒    | 93.87秒    | 85.34% | 2位  |                                       |
| 男性 | 73       | 山口康輔 | 15.45秒    | 94.55秒    | 85.95% | 3位  |                                       |
| 男性 | 96       | 高橋博光 | 13.31秒    | 96.69秒    | 87.90% | 4位  |                                       |
| 男性 | 74       | 南出仁寬 | 8.76秒     | 101.24秒   | 92.04% | 5位  |                                       |
| 男性 | 61       | 朝岡弘行 | 6.73秒     | 103.27秒   | 93.88% | 6位  |                                       |
| 男性 | 81       | TERU     | 5.79秒     | 104.21秒   | 94.74% | 7位  |                                       |
| 男性 | 62       | 佐藤学   | 3.49秒     | 106.51秒   | 96.83% | 8位  |                                       |
| 男性 | 97       | 石川輝一 | 1.99秒     | 108.01秒   | 98.19% | 9位  |                                       |
| 男性 | 63       | 福田佑平 | 0.56秒     | 109.44秒   | 99.49% | 10位 | 1st MARINE STAGE 全体最遅タイム記録者 |

| 性別 | ゼッケン | 名前   | 残りタイム | 経過タイム | 確率   | 順位 | 備考                                     |
| ---- | -------- | ------ | ---------- | ---------- | ------ | ---- | ---------------------------------------- |
| 男性 | 81       | TERU   | 20.78秒    | 99.22秒    | 82.68% | 1位  | 2nd ADVENTURE STAGE 全体最速タイム記録者 |
| 男性 | 90       | 長野誠 | 16.48秒    | 103.52秒   | 86.27% | 2位  | 2nd ADVENTURE STAGE 全体最遅タイム記録者 |

※1st脱落者を含んだ全体の結果についてはこちら(英語)を参照。

#### 第3弾
秋の筋肉プレミアム!!史上最大のフィールドアスレチック"海筋肉王"バイキングスペシャル全世界最強王決定戦!!
2005年9月17日収録、同年10月4日（19:00-21:24）放送。レギュラー放送での「ROAD TO VIKING」のクリア者や第1弾・第2弾の成績上位者、SASUKEオールスターズ、その他体力に自信のある一般人・スポーツ選手・芸能人等計100名が出場。ペア戦で完全制覇した大路弘文などペア戦第1弾で活躍した人物も参戦した。
本大会は個人戦としては第1回大会以来となる3ステージ構成となった。前回の5ステージから3ステージに削減されたものの、1st MARINE STAGEのコース全長が長くなり、2nd Adventure Stageの頭脳系エリアの導入、Finalでは動体視力を求めるエリアが新設されるなど全3ステージに体力のみならず知力など幅広い分野の能力が必要とされ、出場者は苦戦。結果、6人しか1st MARINE STAGEをクリア出来ず、2nd Adventure Stageではハートブレイカーが撤去され、FINAL VIKINGの最終エリアに移行されたものの2人しか通過することが出来ず、完全制覇者も現れなかった。また本大会からペア戦も含め2nd Adventure Stage以降のステージではゼッケンテロップが表示されなくなる。
| STAGE | 実況                                     | クリア人数 | 制限時間 | 最速タイム者 | 残りタイム | 平均タイム | 備考                                      |
| ----- | ---------------------------------------- | ---------- | -------- | ------------ | ---------- | ---------- | ----------------------------------------- |
| 1st   | 田中雄望（1-67番目） 梅田淳(68番目以降） | 6名        | 135秒    | 佐藤弘道     | 33.83秒    | 23.27秒    | 女性、高校生未満、50歳以上は142秒で挑戦。 |
| 2nd   | 梅田淳                                   | 2名        | 135秒    | 前田将       | 31.18秒    | 16.26秒    |                                           |
| FINAL | 梅田淳                                   | 0名        |          |              |            |            |                                           |

| ゼッケン | 名前     | ステージ | エリア                 | 備考                          |
| -------- | -------- | -------- | ---------------------- | ----------------------------- |
| 71       | 南出仁寬 | FINAL    | Ultimate Plank         | 「VIKING」の「V」の地点で落下 |
| 80       | 前田将   | FINAL    | Steady Voyager         | 終盤                          |
| 87       | 稲垣裕士 | 2nd      | タクティカル・パーレイ | 68-19=41で不正解              |
| 45       | 高橋博光 | 2nd      | ロープメイズ           | 終盤                          |
| 100      | 佐藤弘道 | 2nd      | カラーフュージョン     | 赤+黄=緑で不正解              |
| 97       | TERU     | 2nd      |                        | 左足負傷により棄権            |

| 性別 | ゼッケン | 名前     | 残りタイム | 経過タイム | 確率   | 順位 | 備考                                  |
| ---- | -------- | -------- | ---------- | ---------- | ------ | ---- | ------------------------------------- |
| 男性 | 100      | 佐藤弘道 | 33.83秒    | 101.17秒   | 74.94% | 1位  | 1st MARINE STAGE 全体最速タイム記録者 |
| 男性 | 80       | 前田将   | 31.28秒    | 103.72秒   | 76.83% | 2位  |                                       |
| 男性 | 97       | TERU     | 24.75秒    | 110.25秒   | 81.67% | 3位  |                                       |
| 男性 | 45       | 高橋博光 | 19.06秒    | 115.94秒   | 85.88% | 4位  |                                       |
| 男性 | 87       | 稲垣裕士 | 18.45秒    | 116.55秒   | 86.33% | 5位  |                                       |
| 男性 | 71       | 南出仁寬 | 12.27秒    | 122.73秒   | 90.91% | 6位  | 1st MARINE STAGE 全体最遅タイム記録者 |

| 性別 | ゼッケン | 名前     | 残りタイム | 経過タイム | 確率   | 順位 | 備考                                     |
| ---- | -------- | -------- | ---------- | ---------- | ------ | ---- | ---------------------------------------- |
| 男性 | 80       | 前田将   | 31.18秒    | 103.82秒   | 76.90% | 1位  | 2nd ADVENTURE STAGE 全体最速タイム記録者 |
| 男性 | 71       | 南出仁寬 | 1.33秒     | 133.67秒   | 99.01% | 2位  | 2nd ADVENTURE STAGE 全体最遅タイム記録者 |

※1st脱落者を含んだ全体の結果についてはこちらを参照。

#### 第4弾
秋の芸人サバイバル戦 バイキング芸能界最強王者決定トーナメント
2006年10月3日、カスペ!（19:00-20:54）枠で放送。VIKINGスペシャル最後の大会で、本大会は芸能人・有名人限定となり、一般応募者の参加はなかった。またラウンドレポーターに相川梨絵が加わった。
これまでのSASUKE・VIKINGスペシャルとは異なり、2人同時にスタートして先にゴールした方が次のステージへ進出という勝ち残り方式で、最終的に芸能人最強王1人を決めるというルールで行われた。結果的にはFINAL VIKINGで優勝した佐藤弘道が芸能人最強王となった。
| STAGE | 実況   | クリア人数 | 制限時間 | 最速タイム者 | 残りタイム | 平均タイム | 備考                                                                                     |
| ----- | ------ | ---------- | -------- | ------------ | ---------- | ---------- | ---------------------------------------------------------------------------------------- |
| 1st   | 梅田淳 | 22名       | 180秒    | 佐藤弘道     | 112.53秒   | 67.20秒    | クリアした22人と、リタイア者の上位6人の合計28人が2ndへ進出。平均タイムは11人分のみ集計。 |
| 2nd   | 梅田淳 | 11名       | 75秒     | 橋本清       | 39.72秒    | 28.45秒    |                                                                                          |
| 3rd   | 梅田淳 | 4名        | 120秒    | 佐藤弘道     | 55.80秒    | 37.08秒    |                                                                                          |
| FINAL | 梅田淳 | 4名        |          | 佐藤弘道     |            | 24.96秒    |                                                                                          |

| 名前           | ステージ | エリア           | 備考     |
| -------------- | -------- | ---------------- | -------- |
| 佐藤弘道       | FINAL    | タイムトライアル | 17秒83   |
| HG             | FINAL    | タイムトライアル | 21秒18   |
| TERU           | FINAL    | タイムトライアル | 26秒61   |
| マイケル       | FINAL    | タイムトライアル | 34秒22   |
| 森脇健児       | 3rd      | キャノンボール   |          |
| 宮川大輔       | 3rd      | クロスロープ     |          |
| 橋本清         | 3rd      | スウィングマスト |          |
| パッション屋良 | 3rd      | スウィングマスト |          |
| 上山竜司       | 3rd      | スウィングマスト |          |
| 大山英雄       | 3rd      | スウィングマスト |          |
| 白川裕二郎     | 3rd      | スウィングマスト | 足が着水 |

| 性別 | 名前           | 残りタイム | 経過タイム | 確率   | 順位 | 備考                                     |
| ---- | -------------- | ---------- | ---------- | ------ | ---- | ---------------------------------------- |
| 男性 | 橋本清         | 39.72秒    | 35.28秒    | 47.04% | 1位  | 2nd ADVENTURE STAGE 全体最速タイム記録者 |
| 男性 | TERU           | 35.24秒    | 39.58秒    | 52.77% | 2位  |                                          |
| 男性 | 佐藤弘道       | 32.14秒    | 42.86秒    | 57.15% | 3位  |                                          |
| 男性 | 宮川大輔       | 31.20秒    | 43.80秒    | 58.40% | 4位  |                                          |
| 男性 | マイケル       | 29.81秒    | 45.19秒    | 60.25% | 5位  |                                          |
| 男性 | 白川裕二郎     | 29.54秒    | 45.46秒    | 60.61% | 6位  |                                          |
| 男性 | 上山竜司       | 27.86秒    | 47.14秒    | 62.85% | 7位  |                                          |
| 男性 | 森脇健児       | 26.06秒    | 48.94秒    | 65.25% | 8位  |                                          |
| 男性 | パッション屋良 | 21.92秒    | 53.08秒    | 70.77% | 9位  |                                          |
| 男性 | HG             | 20.50秒    | 54.50秒    | 72.67% | 10位 |                                          |
| 男性 | 大山英雄       | 18.97秒    | 56.03秒    | 74.71% | 11位 | 2nd ADVENTURE STAGE 全体最遅タイム記録者 |

| 性別 | 名前     | 残りタイム | 経過タイム | 確率   | 順位 | 備考                                   |
| ---- | -------- | ---------- | ---------- | ------ | ---- | -------------------------------------- |
| 男性 | 佐藤弘道 | 55.80秒    | 64.20秒    | 53.50% | 1位  | 3rd FANTASY STAGE 全体最速タイム記録者 |
| 男性 | TERU     | 50.57秒    | 69.43秒    | 57.86% | 2位  |                                        |
| 男性 | HG       | 35.66秒    | 84.34秒    | 70.28% | 3位  |                                        |
| 男性 | マイケル | 6.27秒     | 113.73秒   | 94.78% | 4位  | 3rd FANTASY STAGE 全体最遅タイム記録者 |

### ペア戦

#### 第1弾
真夏の熱血家族大集合 海筋肉王"バイキング"夏休みプレミアム!!
2005年8月3日（19:00-20:54）放送。本大会から実況として、梅田淳（元関西テレビアナウンサー）が新たに加わった。
ペア戦用に関門が大幅に入れ替わっており、また予め出場各組に都道府県の位置の暗記（親側）と竹馬（子供側）が宿題として出され、1st MARINE STAGEでその宿題の成果を披露する関門が設置された。出場70組中、1st MARINE STAGEを通過したのはゴールした2組を含めた上位15組。その内、FINAL VIKINGには大路弘文・海斗親子のわずか1組が進出。FINAL VIKING（最終ステージ）は沖縄県久米島に舞台を移して実施。進出した大路ペアが完全制覇を達成した。
また本大会の放送は本田技研工業・ステップワゴンの1社提供であり、番組中の大半のCMが、収録・番組の流れに連動、佐藤弘道や山田勝己等の有名な出場者も出演した。本大会から個人戦を含んだペア戦第3弾までは頭脳系エリアにおける正解の効果音がさらに追加され、ゼッケンテロップの色も「少し紫っぽい色を加えた赤」から緑に変更される。
| STAGE | 実況            | クリア組数 | 制限時間     | 最速タイム組   | 残りタイム | 平均タイム | 備考                                                         |
| ----- | --------------- | ---------- | ------------ | -------------- | ---------- | ---------- | ------------------------------------------------------------ |
| 1st   | 梅田淳 田中雄望 | 2組        | 111秒        | 根岸尚登・雅門 | 8.23秒     | 5.91秒     | クリアした2組と、リタイア組の上位13組の合計15組が2ndに進出。 |
| 2nd   | 梅田淳          | 1組        | 140秒～150秒 | 大路弘文・海斗 | 38.57秒    | 38.57秒    | 2組が挑戦前に棄権。                                          |
| FINAL | 梅田淳          | 1組        | 55秒         | 大路弘文・海斗 | 13.1秒     | 13.1秒     |                                                              |

| ゼッケン | 名前               | ステージ | エリア         | 備考       |
| -------- | ------------------ | -------- | -------------- | ---------- |
| 61       | 大路弘文・海斗     | FINAL    | 完全制覇       | 残り13.1秒 |
| 68       | 佐藤弘道・文哉     | 2nd      | 脱出ポール     | ゴール直前 |
| 46       | 根岸尚登・雅門     | 2nd      | 脱出ポール     | 中盤       |
| 37       | 丹波義隆・大士     | 2nd      | 脱出ポール     | 序盤、落下 |
| 69       | 山田勝己・雅之     | 2nd      | 脱出ポール     | 挑戦前     |
| 3        | 石井靖・健太       | 2nd      | ハンマーロード | 3つ目直後  |
| 45       | 鈴木穣一・健大     | 2nd      | ハンマーロード | 3つ目直前  |
| 44       | 鈴木正・彩純       | 2nd      | ハンマーロード | 2つ目      |
| 57       | 倉持稔・太田裕介   | 2nd      | ハンマーロード | 1つ目      |
| 19       | 山口栄子・力斗     | 2nd      | ハンマーロード | 1つ目      |
| 49       | 山口あすか・まどか | 2nd      | 親離れ子離れ   |            |
| 32       | 山川有紀子・夏輝   | 2nd      | 親離れ子離れ   |            |
| 6        | 伊藤啓成・千紘     | 2nd      | 親離れ子離れ   |            |

| ゼッケン | 名前           | 残りタイム | 経過タイム | 確率   | 順位 | 備考                                  |
| -------- | -------------- | ---------- | ---------- | ------ | ---- | ------------------------------------- |
| 46       | 根岸尚登・雅門 | 8.23秒     | 102.77秒   | 92.59% | 1位  | 1st MARINE STAGE 全体最速タイム記録組 |
| 61       | 大路弘文・海斗 | 3.59秒     | 107.41秒   | 96.77% | 2位  | 1st MARINE STAGE 全体最遅タイム記録組 |

| ゼッケン | 名前           | 残りタイム | 経過タイム | 確率   | 順位 | 備考                                                       |
| -------- | -------------- | ---------- | ---------- | ------ | ---- | ---------------------------------------------------------- |
| 61       | 大路弘文・海斗 | 38.57秒    | 111.43秒   | 74.29% | 1位  | 2nd ADVENTURE STAGE 全体最速タイム記録組・最遅タイム記録組 |

#### 第2弾
春休み熱血家族集合 史上最強の海筋肉王 バイキングスペシャル 親子&夫婦&ペア限定 春休みプレミアム版
2006年4月1日（18:30 - 21:24）放送。3ステージ構成から5ステージ構成に拡大された。子供側の宿題が、竹馬・一輪車・ホッピングの中から選択出来るようになった。
出場90組中、1st MARINE STAGEを通過したのはゴールした1組を含めた上位20組。その内、久米島で行われたSEMI-FINAL&FINAL VIKINGには親子3組が進出。内1組は前回完全制覇を成し遂げた大路ペア。FINAL VIKINGはタイムトライアル形式で、ゴールしたペアの中でタイムが最も短かったペアが優勝というルールであった。
| STAGE      | 実況          | クリア組数 | 制限時間 | 最速タイム組   | 残りタイム | 平均タイム | 備考                                                       |
| ---------- | ------------- | ---------- | -------- | -------------- | ---------- | ---------- | ---------------------------------------------------------- |
| 1st        | 梅田淳 八塚浩 | 1組        | 111秒    | 大路弘文・海斗 | 4.61秒     | 4.61秒     | クリアした1組とリタイア組の上位19組の合計20組が2ndに進出。 |
| 2nd        | 梅田淳        | 3組        | 140秒    | 大路弘文・海斗 | 10.42秒    | 8.43秒     |                                                            |
| 3rd        | 梅田淳        | 3組        |          |                |            |            |                                                            |
| SEMI FINAL | 八塚浩        | 3組        | 50秒     | 佐藤弘道・文哉 | 17.25秒    | 12.79秒    |                                                            |
| FINAL      | 八塚浩        | 2組        | 90秒     | 佐藤弘道・文哉 | 39.14秒    | 27.74秒    |                                                            |

| ゼッケン | 名前                 | ステージ | エリア           | 備考                |
| -------- | -------------------- | -------- | ---------------- | ------------------- |
| 89       | 佐藤弘道・文哉       | FINAL    | 完全制覇         | 決勝タイム50秒86    |
| 90       | 大路弘文・海斗       | FINAL    | 完全制覇         | 決勝タイム1分13秒67 |
| 51       | 佐瀬政伯・菜月       | FINAL    | 可動式うんてい   | ゴール直前          |
| 76       | 田中一彦・健太       | 2nd      | 脱出ポール       | 序盤、足が着水      |
| 32       | 甲斐幸博・服部志賀子 | 2nd      | 脱出ポール       | 序盤、落下          |
| 65       | 倉持稔・太田裕介     | 2nd      | ジャングルロープ | タイムアップ        |
| 85       | 田村周一・勇斗       | 2nd      | ジャングルロープ | 着地失敗            |
| 38       | 長澤広次郎・雄輝     | 2nd      | ジャングルロープ | 対岸                |
| 36       | 青木治・綾美         | 2nd      | ジャングルロープ | 対岸                |
| 88       | 三井太一・中村仁美   | 2nd      | ハンマーロード   | 3つ目               |
|          | 田代恵理・秀実       | 2nd      | ハンマーロード   | 1つ目               |
| 26       | 山下智幸・春菜       | 2nd      | ハンマーロード   | 1つ目               |
| 27       | 町田和彦・華枝       | 2nd      | 親離れ子離れ     |                     |
| 68       | 工藤光一郎・一眞     | 2nd      | ペアバンク       |                     |
|          | 原幸一・百花         | 2nd      | ペアバンク       |                     |
|          | 阿部功・帆七美       | 2nd      | ペアバンク       |                     |
| 57       | 山本映司・真緒       | 2nd      | ペアバンク       |                     |
| 35       | 露木佐知子・一成     | 2nd      | ペアバンク       |                     |
| 34       | 賀澤七奈子・水奈子   | 2nd      | ペアバンク       |                     |
| 10       | 相原まゆみ・弘樹     | 2nd      | ペアバンク       |                     |

| ゼッケン | 名前           | 残りタイム | 経過タイム | 確率   | 順位 | 備考                                                    |
| -------- | -------------- | ---------- | ---------- | ------ | ---- | ------------------------------------------------------- |
| 90       | 大路弘文・海斗 | 4.61秒     | 106.39秒   | 95.85% | 1位  | 1st MARINE STAGE 全体最速タイム記録組・最遅タイム記録組 |

| ゼッケン | 名前           | 残りタイム | 経過タイム | 確率   | 順位 | 備考                                     |
| -------- | -------------- | ---------- | ---------- | ------ | ---- | ---------------------------------------- |
| 90       | 大路弘文・海斗 | 10.42秒    | 129.58秒   | 92.56% | 1位  | 2nd ADVENTURE STAGE 全体最速タイム記録組 |
| 51       | 佐瀬政伯・菜月 | 9.21秒     | 130.79秒   | 93.42% | 2位  |                                          |
| 89       | 佐藤弘道・文哉 | 5.67秒     | 134.33秒   | 95.95% | 3位  | 2nd ADVENTURE STAGE 全体最遅タイム記録組 |

| ゼッケン | 名前           | 残りタイム | 経過タイム | 確率   | 順位 | 備考                            |
| -------- | -------------- | ---------- | ---------- | ------ | ---- | ------------------------------- |
| 89       | 佐藤弘道・文哉 | 17.25秒    | 32.75秒    | 65.50% | 3位  | SEMI FINAL 全体最速タイム記録組 |
| 90       | 大路弘文・海斗 | 13.54秒    | 36.46秒    | 72.92% | 1位  |                                 |
| 51       | 佐瀬政伯・菜月 | 7.58秒     | 42.42秒    | 84.84% | 2位  | SEMI FINAL 全体最遅タイム記録組 |

#### 第3弾
夏休み熱血家族大集合 バイキングスペシャル 真夏のブレイブストーリー2006
2006年7月26日（19:00 - 20:54）放送。ペア戦における最後の大会で、再び5ステージ構成から3ステージ構成に戻された。1st MARINE STAGEではそれまで「SASUKE」も含めて原則、水に落ちる・触れると失格になるルールを覆し、一部に挑戦者が水中に潜って通過する関門が新たに登場。この水中に潜る関門では、安全のためにダイバーが潜って待機をしていた。
従来のペア大会通り、親子への宿題と久米島でのFINAL VIKINGがあった本大会では80組が出場。1st MARINE STAGEを通過したのは、ゴールした6組を含めた上位数組。しかし、前回のFINAL VIKING出場3組全てが2nd ADVENTURE STAGEまでに脱落、前回とは異なる2組が久米島（FINAL VIKING）に進出するという波乱の展開となった。FINAL VIKINGは前回同様タイムトライアル形式で、ゴールしたペアは現れなかったものの、最も距離を進んだ工藤順一郎・恵夢ペアが、副賞のHONDA「ストリーム」のみを獲得。
スポンサーは第1弾と同様にHONDAを筆頭に電気事業連合会、アース製薬、P&G、日清食品、キリンビバレッジなど複数社が提供した。
| STAGE | 実況   | クリア組数 | 制限時間 | 最速タイム組   | 残りタイム | 平均タイム | 備考                                                    |
| ----- | ------ | ---------- | -------- | -------------- | ---------- | ---------- | ------------------------------------------------------- |
| 1st   | 梅田淳 | 6組        | 150秒    | 佐瀬政伯・菜月 | 23.9秒     | 13.84秒    | クリアした6組とリタイア組上位5組の合計11組が2ndに進出。 |
| 2nd   | 梅田淳 | 2組        | 140秒    | 小川毅・麻衣   | 19.56秒    | 12.36秒    |                                                         |
| FINAL | 八塚浩 | 0組        | 90秒     |                |            |            |                                                         |

| ゼッケン | 名前                         | ステージ | エリア        | 備考             |
| -------- | ---------------------------- | -------- | ------------- | ---------------- |
| 72       | 工藤順一郎・恵夢             | FINAL    | うんてい&計算 | 最終区間、落下   |
| 31       | 小川毅・麻衣                 | FINAL    | うんてい&計算 | 第3区間          |
| 80       | 佐藤弘道・文哉               | 2nd      | 脱出ポール    | ゴール直前       |
| 71       | 辻井啓伺・強志               | 2nd      | 脱出ポール    | ゴール直前、落下 |
| 74       | 工藤光一郎・一眞             | 2nd      | 脱出ポール    | 中盤             |
| 76       | 石坂治俊・俊樹               | 2nd      | 2人乗り自転車 | 序盤             |
| 75       | 丹波大士・ゆう               | 2nd      | 2人乗り自転車 | 序盤             |
| 73       | ジョーンズ理暎・ジェイカップ | 2nd      | 2人乗り自転車 | 序盤             |
| 29       | 中村潤・佳琳                 | 2nd      | 2人乗り自転車 | 序盤             |
| 78       | 佐瀬政伯・菜月               | 2nd      | ペアバンク    |                  |
| 67       | 田渕治・晃生                 | 2nd      | ペアバンク    |                  |

| ゼッケン | 名前           | 残りタイム | 経過タイム | 確率   | 順位 | 備考                                  |
| -------- | -------------- | ---------- | ---------- | ------ | ---- | ------------------------------------- |
| 78       | 佐瀬政伯・菜月 | 23.9秒     | 126.1秒    | 84.07% | 1位  | 1st MARINE STAGE 全体最速タイム記録組 |
| 71       | 辻井啓伺・強志 | 23.20秒    | 126.80秒   | 84.53% | 2位  |                                       |
| 76       | 石坂治俊・俊樹 | 12.3秒     | 137.7秒    | 91.80% | 3位  |                                       |
| 31       | 小川毅・麻衣   | 10.36秒    | 139.64秒   | 93.09% | 4位  |                                       |
| 80       | 佐藤弘道・文哉 | 7.25秒     | 142.75秒   | 95.17% | 5位  |                                       |
| 75       | 丹波大士・ゆう | 6.0秒      | 144.0秒    | 96.00% | 6位  | 1st MARINE STAGE 全体最遅タイム記録組 |

| ゼッケン | 名前             | 残りタイム | 経過タイム | 確率   | 順位 | 備考                                     |
| -------- | ---------------- | ---------- | ---------- | ------ | ---- | ---------------------------------------- |
| 31       | 小川毅・麻衣     | 19.56秒    | 120.44秒   | 86.03% | 1位  | 2nd ADVENTURE STAGE 全体最速タイム記録組 |
| 72       | 工藤順一郎・恵夢 | 5.16秒     | 134.84秒   | 96.31% | 2位  | 2nd ADVENTURE STAGE 全体最遅タイム記録組 |

## スペシャル番組の出場者
ボビー・オロゴン（個人戦第1～4弾、ペア戦第1弾出場 海筋肉王MC・タレント・格闘家）
番組MCとして参戦。個人戦第1弾は1stキャノンボールでリタイア（80人目）。個人戦第2弾は1stで後述のアクシデントにより再挑戦を余儀なくされるが、アクシデントのあったパーレイの前のエリアメインデッキ（太い棒を選択）でリタイア（ゼッケン100）。「ROAD TO VIKING」も3回挑戦。1回目はニンジャ、2回目はガリオンでリタイア。3回目はゴール後一歩というところのヘブンリィクライムでタイムアップ。4回目も挑んだが、再びガリオンでリタイア。ペア戦第1弾では、ナイジェリアからはるばる来日した母親と出場したが、スタートエリアランデブーランでリタイア（ゼッケン70）。個人戦第3弾はまさかの1stのスタートエリアオデッセイでコースアウト。本人にとって悔やんでも悔やみきれないほど呆気ない結果であり、本人はこの結果に全く満足できなかったのか号泣、おまけに自分がテレビに映りたくないほど呆気ないものであったのか「恥ずかしい、放送どうしよう、出なかったことにしてくれねぇかな？」と嘆ずいていた（ゼッケン91）。海筋肉王MC降板後の個人戦第4弾は1stリタイアから敗者復活するも2nd（ハンマーロード）でリタイア。
佐藤弘道（個人戦第3・4弾、ペア戦第1～3弾出場 海筋肉王MC・NHK第10代体操のお兄さん）
番組MCとして参戦。個人戦は第3弾に参戦し1stクリア。2ndカラーフュージョンで、赤と黄色の混合色を緑(正解はオレンジ)と答えてしまい、リタイアした（ゼッケン100）。第4弾では、圧倒的な強さで勝ち上がり、芸能人最強王の座を手にする。ペア戦は常連で第1弾は2ndクリア目前でタイムアップ（ゼッケン68）だったが、第2弾で雪辱を果たし完全制覇を達成（ゼッケン89）。2連覇を賭けた第3弾は、第1弾同様2ndクリア目前でタイムアップを喫した（ゼッケン80）。
大路弘文（個人戦第3弾、ペア戦第1～3弾出場 公務員）
ペア戦第1弾に初参戦。1stでは、ゴールした2組のうちの1組としてゴールを果たし、2ndをクリアしFinalでは、13.1秒残し完全制覇を達成（ゼッケン61）。その後個人戦第3弾に参戦したが、前回Finalで見事にクリアした1stのスイングマストでまさかのリタイア（ゼッケン98）。ペア戦第2弾では、ペア戦としての2大会連続の完全制覇となったが、佐藤弘道・文哉親子に抜かれ、2位に終わった（ゼッケン90）。ペア戦第3弾では、ペア戦第1・2弾と異なりチームの相手が海斗ではなく、奈々海ちゃんだったが、1stの宿題ロードでリタイア（ゼッケン79）。なお、VIKINGでの完全制覇は個人戦ペア戦を通し、この大路が初めてであった。
TERU（個人戦第1～4弾出場 マッスルミュージカルメンバー）
個人戦全てに参戦し1stクリア率100%。個人戦第1弾は1stを余裕でクリアし、2ndでは前3人がリタイアしたロープメイズに自信を持っていたがその2つ前のエリアガリオンで錘を水に落とす痛恨のミスでリタイア（58人目）。個人戦第2弾は1st、2ndのヘブンリィクライムまで(時間制限内ラストエリア)見事に突破したが、2ndハートブレイカーでリタイア（ゼッケン81）。個人戦第3弾は1stこそ突破したが棄権してしまう（ゼッケン97）。個人戦第4弾は1stリタイアから敗者復活しFinal進出を果たすが、佐藤弘道、HGに敗れ3位となった。
高橋博光（個人戦第1～3弾出場 マッスルミュージカルリーダー）
SASUKE常連選手の一人。個人戦第1弾に参加し、SASUKEで果たせなかった自身初の1stクリアを果たす（75人目）。しかし、2ndガリオンで一歩も進めず、リタイア。個人戦第2弾（ゼッケン96）と個人戦第3弾（ゼッケン45）も2ndに進出するが、ロープメイズでリタイアとなった。
南出仁寬（個人戦第1～3弾出場 オール巨人の息子）
TERU、高橋博光同様出場した大会で全て1stクリアし、1stクリア率100%。タレント修行中の個人戦第1弾に初参戦。1stではキャスタウェイのネットに足が絡みついて、片足の靴が脱げるアクシデント。パーレイ正解後もう片方の足の靴も自分で脱いで靴下のままというハンデのなか挑んだがハンデをものともせず史上3人目のクリア（40人目）。2ndではロープメイズリタイアの3人の内の1人となるも他の2人に比べると距離を進んでおり、最も対岸に近かった。個人戦第2弾では2大会連続2ndロープメイズでリタイア（ゼッケン74）。個人戦第3弾では2大会連続でリタイアしたロープメイズをクリアし、時間との戦いとなるも制限時間ギリギリで初の2ndクリア。Finalに進出し、アルティメットプランクでリタイアしたが自身2度目の最優秀成績者となった（ゼッケン71）。
知幸（個人戦第1～3弾出場 モデル、マッスルミュージカルメンバー、元東海大学空手部主将）
個人戦第1弾に初参戦。圧倒的な速さで1stのエリアを進むも計算エリア、バーレイでリタイア（72人目）。仕事の合間を縫って、計算ドリルで勉強して望んだ個人戦第2弾では、前回リタイアしたバーレイを正解してリベンジを果たし、初の1stクリア。BRAIN SHIP STAGEでくじ引きでシードを引き当て無条件で2nd進出もロープメイズでリタイア。個人戦第3弾に参加したが、1stバーレイで再びリタイア（ゼッケン51）。
山田勝己（個人戦第2・3弾、ペア戦第1・3弾出場 鉄工所アルバイト、ミスターSASUKE）
個人戦第2弾に初参戦。挑戦前では1stスイングマストに神経質になるもその前のエリアキャノンボールでリタイア（ゼッケン99）。ペア戦では次男雅之君と参戦。1stでバンブロード挑戦途中でタイムアップとなるも上位に入っていたため、2nd進出。しかし脱出ロード挑戦前でタイムアップ。タイムアップ後もゴールを目指し、ゴール後鼻血を出すハプニングがあったもののSASUKEではあまり見られなかった父としての姿も見せた（ゼッケン69）。個人戦第3弾では、1stではアイランドエスケープで浮島が大きく傾くも己の背筋力で着水をすることなく這い上がってみせて前回リタイアしたキャノンボールもクリア。神経質になっていたスイングマストをもクリアして見せるが、前述のアイランドエスケープで結果的なタイムロスや全体的な慎重なペースが仇となり、キャプテンキャビンのゴール付近でタイムアップ（ゼッケン81）。ペア戦第3弾ではパーレイで時間を使ってしまいタイムアップ。出場した2大会連続2nd進出はならなかった（ゼッケン70）。またSASUKEとは別の固有のテーマソングを持っていた。
長野誠（個人戦第2・3弾出場 漁師・漁船「金比羅丸」船長）
個人戦第2弾に初参戦。本人は挑戦前パーレイで不安を抱えつつもSASUKEオールスターズで唯一の1stクリアとなり、Finalまで進出したが、バーティカル・ロープで残り約50cm及ばず完全制覇を逃す（ゼッケン90）。その後、個人戦第3弾に参加したが、本人が最も苦手とする1stの計算エリア、バーレイで落下の不覚を取ってしまう（ゼッケン99）。ちなみに個人戦第2弾における1st・2nd・3rdの挑戦前のBGMはSASUKEとは別の固有のテーマソングだった。
倉持稔（個人戦第2・3弾、ペア戦第1～3弾出場 居酒屋「江戸っ子」店長）
SASUKEでは、毎回スタートエリアがクリアできるかが見所である名物選手であるが、ここではスタートエリアでのリタイアはなく、50代での平均以上の身体能力を存分に発揮している。初出場した個人戦第2弾ではパーレイでまさかのリタイア。しかも77+96を317と答えてしまうという珍場面が見られた。但し本人は「間違えた」と発言した（ゼッケン29）。ペア戦第1弾では孫と参戦。1stでタイムアップとなるも上位に入っていたため、2nd進出もハンマーロードでリタイア（ゼッケン57）。個人戦第3弾では、自身初のダイジェスト扱いも1stキャノンボールまで到達（ゼッケン50?）。ペア戦第2弾では2大会連続2nd進出もパーレイで孫と答えを巡って喧嘩というハプニング。なんとか正解するもここでのタイムロスが響いてジャングルロープでタイムアップ（ゼッケン65）。ペア戦第3弾では、まさかの1st高速スライダーでリタイア（ゼッケン50）。また山田同様、SASUKEとは別の固有のテーマソングを持っていた。
遠藤修（個人戦第2・3弾出場 クレーンオペレーター）
個人戦戦2弾に初参戦。第2弾ではローディングドックで荷物をとった直後に、他の荷物とぶつかっても、落ちなかったという珍事であったが、スイングマストでリタイア（ゼッケン78）。その後第3弾にも出場し、1stの最終エリア、キャプテンキャビンに到達したもののゴール付近でタイムアップとなり、個人戦としての最年長1stクリア、50代初の1stクリアはならなかった（ゼッケン63）。
飯沼誠司（個人戦第1・2・4弾出場 ライフセーバー、俳優、タレント）
個人戦第1弾に初参戦。VIKING史上最初の挑戦者となった。1stキャノンボールでリタイア。個人戦第2弾はキャノンボールをクリアするも、キャプテンキャビンでタイムアップ（ゼッケン86、ダイジェスト）。個人戦第4弾では1stを佐藤弘道に次ぐ2位の好タイムでクリアするも2nd（ハンマーロード）でハンマーを止めてしまいリタイア。
白川裕二郎（個人戦第1・4弾出場 元力士、俳優、アイドルグループ「純烈」、タレント）
個人戦第1弾から出場し、制限時間が迫る中スウィングマストをギリギリで攻略するも、キャプテンキャビンに差し掛かったところでタイムアップを喫した（ダイジェスト）。個人戦第4弾で再出場し、1stでは飯沼誠司とのイケメン俳優対決で敗れてしまうも、タイム的に上位に入っていたため2ndに進出。その2ndも見事に突破するも、3rdでは抽選により単独での挑戦が仇となってしまったか、キャスタウェイのネットの辺りで僅かに水面に触れてしまったものの、何とか免れたが、次のスウィングマスト(前回攻略したエリア)で、テイクオフのところで明らかな着水をしてしまいリタイアを喫してしまった。
山崎裕太（個人戦第1弾出場 俳優）
個人戦第1弾のみ出場。1stではメインデッキで靴紐が解けるアクシデントでタイムロスになるもその後のエリアで遅れを取り戻し、並居るプロアスリートに先んじて史上初の1stクリア者となった（32人目）。2ndで挑戦前のインタビューでは「無理です」と言っていた。結果はガリオン、ガリーをクリアするもロープメイズでリタイア。
山﨑賢太（個人戦第1・2弾出場 モデル、元プロ野球選手）
個人戦第1弾に初参戦。1stでは山崎裕太クリア直後に危なげなく連続でクリア（33人目）。2ndではロープメイズリタイアの3人の内の1人となる。個人戦第2弾にも参戦したが前回クリアしたキャノンボールで2個目と3個目の間でバランスを崩してリタイア（ゼッケン93、全カット）。2大会連続1stクリアはならなかった。
マーカス・ロビンソン（個人戦第2弾出場 現役NFL ミネソタ・バイキングス）
個人戦第2弾に参戦。オープニングの出場選手の収録開始前の受付の場面とインタビューのシーンでは、「アメリカ・NFLのトップ選手が、巨大要塞制圧に名乗りを挙げた」とナレーションで強調されていた。1stキャノンボールでリタイア（ゼッケン87）。
工藤順一郎（個人戦第3弾、ペア戦第3弾出場 工藤兄弟）
かつて同局で放送されていた『森田一義アワー 笑っていいとも!』の8代目のいいとも青年隊として知られる。個人戦第3弾に初参戦。1stのスイングマストでリタイア（ゼッケン76）。ペア戦3弾では、当時35歳で出場し、9歳年下の妻・恵夢と参戦し、1st、2ndをクリアしFinalに進出するも、うんてい・計算の第4ゲートをクリアして数秒後に落下し、完全制覇を逃す（ゼッケン72）。
前田将（個人戦第3弾出場 佐川急便ドライバー）
個人戦第3弾に参戦。2005年7月17日放送分の「ROAD TO VIKING」でゴールし、本戦出場となった。1stでは、31.28秒残しての同大会3人目のクリアとなり、ここまで最速でのクリアとなった。2ndでは31.1秒残してのクリアとなり2ndの最速タイム者となり、Finalでは、ステディーボイジャーの回転ゾーンでリタイア（ゼッケン80）。
稲垣裕士（個人戦第3弾出場 '04ロープ登はん日本一・消防士）
個人戦第3弾に参戦。2ndのタクティカルパーレイまで到達したが、68-19を41(正解は49)と答えてしまい、そこで不正解となりリタイアを喫した（ゼッケン87）。
レイザーラモンHG（個人戦第1・4弾出場 お笑いタレント、元プロレスラー）
個人戦第1弾に初参戦。1stキャノンボールでリタイア（ダイジェスト）。個人戦第4弾は3rdで第1弾でリタイアしたキャノンボールを難なく越え、Final進出を果たす。FinalではTERUより上の記録を残すも、佐藤弘道に抜かれ2位に終わった。
小川毅（ペア戦第3弾出場 中学理科教師）
ペア戦3弾に初参戦。当時小学6年生の次女・麻衣ちゃんとのペアで出場し、工藤順一郎・恵夢夫妻同様Finalに進出するも、うんてい・計算の第3ゲートをクリアした直後にリタイア（ゼッケン31）。
森脇健児（個人戦第1・3・4弾出場 お笑いタレント、ラジオパーソナリティー）
個人戦第1弾に初参戦。1stローディングドックでリタイア。個人戦第3弾ではまたもやローディングドックでリタイア（ゼッケン36）。個人戦第4弾ではスポーツ系バラエティ特番としては久々の活躍を見せ、1stと2ndを突破するも3rdキャノンボールでリタイア。

### 女性挑戦者
石本沙織（個人戦第1～3弾、ペア戦第2弾出場 フジテレビ女性アナウンサー）
個人戦第1弾に初参戦。出場した女性アナウンサーの中の先陣を切って女性初となるローディングドックをクリアするも直後のキャスタウェイでリタイア。個人戦第2弾では前回出場した女子アナから唯一の2大会連続参戦となるもキャスタウェイで2大会連続リタイア。ナレーターが「まるで前回のリプレイを見ているように」と称すくらい前回と同じ落ち方であった（ゼッケン30）。個人戦第3弾では、個人戦第1〜2弾でリタイアしたキャスタウェイをクリアしてリベンジを果たした。パーレイで意外にも時間を使うもクリアしたが、キャノンボールでリタイア（ゼッケン46）。ペア戦第2弾では田中大貴と参戦するも1st高速スライダーでリタイア（ゼッケン30）。
三宅綾子（個人戦第1~3弾出場、アクロバットダンサー、マッスルミュージカルメンバー）
KUNOICHI完全制覇者として知られる。個人戦第1弾に初参戦。1stキャノンボールで4個目のボールを吊るすワイヤーにしがみつくもタイムアップでリタイア（79人目）。個人戦第2弾では女性初のクリアが期待されたが、まさかの前回クリアしていたエリアキャスタウェイでリタイア（ゼッケン95）。個人戦第3弾ではローディングドックでリタイア（ゼッケン15）
あべこ（個人戦第1・3・4弾出場、 お笑いタレント）　
個人戦第1弾に初参戦。1stオデッセイでは体重123kgの中挑み、大きく羅針盤が傾きリタイア、会場から笑いを誘った。個人戦第3弾もオデッセイでリタイア（ゼッケン23）。個人戦第4弾では高速スライダー落下後、対岸に上れずタイムアップ。
小宮理英（個人戦第2・3弾出場、 タレント、マッスルミュージカルメンバー、元ワンギャル）　
後の史上2人目のKUNOICHI完全制覇者として知られる。個人戦第2弾に初参戦。1stキャスタウェイでリタイア（ゼッケン24）。個人戦第3弾では1stタイムアップとなるもキャプテンキャビンまで到達した。なお、キャノンボールの次のエリアであるスウィングマストの初攻略者である（ゼッケン21）。
松井千夏（個人戦第2・3弾出場、プロスカッシュプレーヤー）　
個人戦第2弾に初参戦。1stローディングドックでリタイア（ゼッケン25）。個人戦第3弾では前回リタイアしたローディングドックをクリアするもキャノンボールでリタイア（ゼッケン37）。
羽賀佳代（個人戦第2・3弾出場、ダンサー、元東京ディズニーランドダンサー、マッスルミュージカルメンバー）※KUNOICHIでの肩書
初参戦は個人戦第2弾から。1stメインデッキの細い棒でバランスを崩してしまいリタイア（ゼッケン41、ダイジェスト）。個人戦第3弾は順調なペースで進み、あわや女性初のクリアに見えたが、スウィングマストのところで躊躇してしまったことが仇となり、キャプテンキャビンの上段辺りでタイムアップを喫してしまった。トーナメントを除けば女性最高記録を達している（ゼッケン40）。

## スペシャル番組のエリア

### 1st MARINE STAGE

#### 個人戦・ペア戦両大会
パーレイ
指定の場所に立って、ランダムに決定された2桁+2桁の足し算の答えを入力する。正解ならファンファーレが鳴り次のエリアへ進めるが、間違えると池へ落下してしまう。やはり過去には落下する前に逃げ、まぬがれた人もいたがこれも失格。なお、一度入力した回答は訂正不可能であるので、そこには注意しなければならない。ちなみに、第2回のボビー・オロゴンでは、入力した解答が正解であるにも関わらず落下するというアクシデントが発生したため、ボビーの再スタートが許された。ペア戦第1弾、第2弾では、2nd Adventure Stageに登場。ペア戦第3弾では親子のペアの場合は子供の方、男女のペアの場合は女の方が手前側に設置された8段の跳び箱(失敗した場合10秒のペナルティ)を跳んでから目の前のボタンを押し、もう一人は奥側の指定の場所に立って、ボタンを押したことによって決定された2桁+2桁の足し算を記憶してライフボートを超えてから、答えを入力する。個人戦第4弾ではこれまでとは違い、1度での不正解なら許されるが、2回不正解してしまうと競技自体失格されてしまう。
スイングマスト
重りのついたロープを回して、上にあるマストに引っかけ、ターザンの要領で浮島に着地する。マストには、太い部分と細い部分があり、基本的に太い部分に掛ける。ロープをしっかりマストに巻きつけないと外れてしまう。また、マストの細い部分では、体重がかかった時にロープが外れやすく、このパターンでの脱落も多かった。個人戦ではSASUKEオールスターズの山本進悟や秋山和彦、ペア戦で完全制覇した大路弘文などといった実力者がここでリタイアした。ペア戦第1弾ではFINAL VIKING、個人戦第4弾では3rd Fantasy stageに登場。
アイランドエスケープ(個人戦名称)/運河渡り(ペア戦名称)
1.8mの高さから不安定な浮島に飛び移り、ロープをひいて8m離れた対岸へと渡る。個人戦では飛び移った本人がロープを引っ張る。ペア戦では、親子のペアの場合は親の方、男女のペアの場合は男の方が飛び込み、もう一人の方は先に対岸に行き、繋がれたロープを引っ張らなければいけない。ペア戦の場合、浮島側にロープは固定されておらず、飛び込んだ際の衝撃でロープが池に落下してしまうことがあるが、この場合も失格となる。
ダブルウォール/トリプルウォール
垂直な壁を越える。ロープが用意されているときもある。壁が2つ以上のときはジャンプで飛び移るという荒業もできる。
高速スライダー
取っ手につかまり、スライダーの要領で進み、着地する。下りパイプスライダーのようなもので海外版の名称も「パイプスライダー」である。ペア戦では親子のペアの場合は親の方、男女のペアの場合は男の方が挑戦する。失敗すれば、ペア共々失格となる。個人戦では落下した場合、迂回路を回らなければならない。山田勝己はここでも順手と逆手の手法で攻略していた。
ライフボート
ゴムボートに乗り、滑り台のように下ったら、水壕に向かう。ペア戦ではボートが転覆するやボートとの距離が長いといったことがない限り手を水に触れても失格にはならない。個人戦ではボートが転覆した場合、そのまま水壕に向かうのではなく迂回路を回らなければならない。
ダイブorクライム(個人戦名称)/ラストロープ(ペア戦名称)
網が2つ前を塞いでおり「水にもぐって越える」か「網を登って越える」を選択する。水に触れてもよい関門の1つ。
サバイバルクライム
ペア戦では不安定な浮島を渡った先の傾斜のきつい坂を上る。なお浮島から落ちても失格には特別ならないが、タイムロスになる。個人戦では坂を上るのみで段々角度が高くなっていく。最後の坂はロープが使える。

#### 個人戦のみ
オデッセイ
羅針盤を模した円盤の上を通り抜ける。円盤は直径5.4mで360度全方向に傾く。
ローディングドック
3つ落ちてくる重さ7kgの荷物のうちどれか1つを取って一本橋の向こうまで運ぶ。荷物を取り損ねると橋が回転して落下してしまう。だが、過去には池に落ちる前に逃げて落下をまぬがれた人もいるがこれも失格。
アルファベットパーレイ
指定の場所に座って、ランダムに決定された文字の1文字または2文字前のアルファベットを答える。正解なら骸骨から「OK」と言われ次のエリアへ進めるが、間違えると骸骨から「byebye」と言われ椅子ごと池へ落下してしまう。
キャスタウェイ
直径60cmの球体のリフトにつかまって滑り降りる。10m先の着地場所はロープネットになっている。ネットから落ちて着水した選手もいた。個人戦第4弾では3rd Fantasy stageに登場。
メインデッキ
太い棒か細い棒を向こう岸の穴に差し込み、その上を渡っていく。個人戦第4弾では太い棒のみ登場。
キャノンボール
4つの宙吊りになった回転する球の上を渡る。個人戦第4弾では3rd Fantasy stageに登場。SASUKEでは「スピンブリッジ」というエリアとして登場した。
キャプテンキャビン
直径5.5mの巨大な回転する舵の突起物を掴んで、登っていく。

#### ペア戦のみ
ランデブーラン
数箇所に設置された不安定な小さな浮島の上を駆け抜ける。
スーパーダイビング
1人が水にもぐり、もう1人がバーを引っ張り水中のゲートを上げる。水にいる方は次のエリアに必要なアイテムを入手しなければならない。
跳び箱・47都道府県(日本版名称)/ジオグラフィカルパーレイ(海外版名称)
親子のペアの場合は子供の方、男女のペアの場合は女の方が手前側に設置された8段の跳び箱(失敗した場合10秒のペナルティ)を跳んでから目の前のボタンを押し、もう一人は奥側の指定の場所に立って、ボタンを押したことによって指定された都道府県は何県かを当てる。正解なら次のエリアに進めるが、間違えると池へ落下してしまう。ペア戦第3弾では47都道府県の部分が撤去されパーレイになった。
宿題ロード
親子のペアの場合は子供の方、男女のペアの場合は女の方が手前側の幅が狭い橋を竹馬、ホッピング、一輪車の3つのうちどれかに乗って渡り、もう一人は奥側の指定の場所に立って、橋の道中の穴に橋をかける。名称の由来はエリアの公平を配慮し、事前に挑戦者にこのエリアのみ公表して、練習させることからだと思われる。橋および前後の床には体を触れさせてはならず、手前側の人が足を着いたり転倒した場合は失格となり奥側が連帯責任で足元の床が開き落水。タイムアップとなった場合も奥側の人の足元の床が開き落水となる。ペア戦第1弾では竹馬のみであり「バンブーロード」という名称であった。乗る道具は選手愛用のものを使用できる。
ポールストレッチ(日本版名称)/ホライズンバー(海外版名称)
横に伸びた長い棒をぶら下がって進む。ホライズンロープの変形版。
アングル35
傾斜の35度のきつい坂を上る。

### BRAIN SHIP STAGE
個人戦第2弾で行われた。筋肉番付の「ブレインパニック」に近い。海上に設けられた解答席で1組4人での対決。4人に5秒で7ケタの数字を覚えてもらい解答する。油性ペンを使ってフリップに書く回答形式であるため、間違えても訂正することはできないのでそこには注意しなければならない。間違えた桁数が一番多かった1人が脱落、解答席に取り残される。複数人いた場合は下位のメンバーで7秒9ケタの問題に挑み決着をつける。なおこのステージには実況がない。本戦では進出者が10人だったため、くじ引きにより当たった2人はシードとして無条件で2nd Adventure Stageに進出となった。

### 2nd ADVENTURE STAGE

#### 個人戦・ペア戦両大会
ハンマーロード
かつて「SASUKE」にあった五連ハンマーのようにハンマーがある細い橋を渡る。
脱出ポール
棒を登る。かつてKUNOICHIにあった「脱出棒」とほぼ同じエリア。個人戦第4弾では3rd Fantasy Stageに登場。

#### 個人戦のみ
ガリオン
棒の両脇に分銅がついた総重量25kgの重りを担いでKUNOICHIの風車渡のような太めの道を歩く。SASUKEでは「ショルダーウォーク」という似たようなエリアが登場している。転落した場合はもちろん、重りを落としても失格。第2回までおよびROAD TO VIKINGではクリアした後に重りを分銅より一回り大きめの2つの台が設置されている場所に置いて次のエリアに進んでいたが、第3回ではちょうど分銅が収まるようなケースが登場し、分銅部分に直接触れることなくケースに分銅をちゃんと入れなければ次のエリアには進めなくなっていた。
ガリー
平行に設置されたポールがたくさん回っており、狭い直線の上で波状攻撃をうまく回避しながら進む。かつて筋肉番付で行われた「AMAZING ROAD」とほぼ同じエリアだが、トータル競技を考慮してか、本家より通りやすくポールが設置されてある。後にTBSで放送されているDOORSのジャングルアドベンチャーにも「ツイスターバー」という似たようなエリアがあるが、橋自体が蒲鉾の様に中央が膨らんでいる形の為外へ落下しやすく、難易度も増している。
カラーフュージョン
指定の場所に立って、指定された2色を混ぜ合わせると出来る色は何かを当てる。正解なら次のエリアへ進めるが、間違えると池へ落下してしまう。佐藤弘道が唯一の脱落者。
ロープメイズ
ロープにぶら下がり、上にある迷路のような障害物をロープをずらして進む。なお迷路は全部通らなければ失格というルールはなく、中間から終盤の間の地点でロープの反動で対岸に着いた選手もいた。いかに腕力でロープを上がりながら、ずらせるかがコツである。個人戦第1弾はここで全滅した超難関エリア。SASUKEではこのエリアの派生系の「ポールメイズ」というエリアが登場している。
クロスロード
分かれ道で下記のどちらか一つを選択する。左に進むと、サバイバルフラッグ、右に進むと、サバイバルジャンプである。
- サバイバルフラッグ

重さ30kgある重りを引き上げるようにあげ一番上まで行くとゲートが開く。個人戦第3弾では重りの重さが25kgに減っている。
- サバイバルジャンプ

助走してトランポリンを使い、円柱型の足場に着地する。落ちるとリタイアだが挑戦者は全員攻略している。
ログスクリュー
前半は、太いパイプを渡り後半は二手に分かれた少し細いパイプの上を進む。
タクティカルパーレイ
指定の場所に立って、ランダムに決定された2桁-2桁の引き算の答えを入力する。正解なら次のエリアへ進めるが、間違えると池へ落下してしまう。稲垣裕士が唯一の脱落者。
ヘブンリィクライム
ポールを登り、回転する4つの板の下についた棒を掴み、対岸へ渡り、その先にあるボタンを押せば、制限時間が停止する。
ハートブレイカー
ここまでたどり着くと、制限時間が無制限になる。垂直、平行、垂直の順で板を掴みながら移動する、そして最後の垂直のところから幅2.2M離れたもう一つの板に飛びつく。成功すれば、個人戦第1弾ではFINAL VIKINGに進出、個人戦第2弾では3rd Fantasy Stageに進出、個人戦第3弾では完全制覇となる。SASUKEでは「スパイダーフリップ」というエリアとして最後の垂直の部分のみ登場した。TERUと長野誠の2人が過去に挑戦し、長野誠が現在唯一のクリア者。個人戦第3弾ではFINAL VIKINGでの最終エリアである。

#### ペア戦のみ
Wバランス・ラン
一人一人高さの違う一本橋と二本の杭を渡る。
ペアバンク
傾斜45度のバンク路を進む。途中4本のロープがある。
親ばなれ子ばなれ
楕円形に形作られた平均台を渡る。互いに違う道を渡らなければいけない。なお倉持稔・太田裕介ペアが挑戦した際には「じじばなれ孫ばなれ」と実況された。
ビックダイブ
高いところからネットがベースの下のマットに飛び降りる。ここでの着水はない。
ローリングロード
個人戦にあったログスクリューの変形版。二手に分かれて設置された回転する細いパイプの上を進んでから横に設置された少し太いパイプの上を進む。太いパイプを飛び越えてショートカットするペアもいた。
ジャングルロープ
二人同時にそれぞれのロープに掴まり、ターザンの要領で浮島に着地する。
ハードル2本橋
二つ設置された途中3本のハードルがある一本橋を渡る。
ウォーターウォール
クランクの道を渡る。途中滝がある。
- ペア戦では筋肉番付のNAKAMAのように、2人が2mのゴムロープでつながれた状態で挑戦する。

### 3rd FANTASY STAGE

#### 個人戦
Steady Voyager
第2〜3弾で登場。筋肉番付で行われた「おっとっと9」のように2mのスティックを指先だけで支えながらコースを進む。両側のフレームに触れると失格。
Ultimate Plank
第2〜3弾で登場。2本の棒で体を支えながら「VIKING」と書かれているところにある穴に棒を差し込んで大きな穴を渡っていく。
第2弾では以上の2つのうちどちらかを選択して挑む。クリアで50万円獲得となりここでリタイアするかバイオクロックに挑むかの選択をすることができる。
Bio CLOCK
第2弾のみ登場。筋肉番付で行われた「BODY CLOCK」のように時計を見ずに自分の体内時計で10秒を計る。誤差が±0.5秒以内、つまり止めたタイムが9秒50～10秒50であればクリアとなり賞金は100万円に増額し、FINAL VIKINGに進出。失敗した場合は足元の床が開き落水。賞金も10万円に減額される。
クロスロープ
第4弾のみ登場。横に張られたロープにつかまり進む。かつてFINAL VIKINGにあったホライズンロープの短縮版。

#### ペア戦
ドリームブリッジ
幅が45cm、長さが30mの一本橋を2人乗りの自転車に乗って渡る。ペア戦第3弾で「二人乗り自転車」という名称で2nd Adventure Stageに登場した際には、幅が40cm、長さが10mに短縮された。

### FINAL VIKING

#### 個人戦
第1弾・第2弾では横に伸びた長さ23mのホライズンロープと、縦に伸びた長さ10mのバーティカルロープを制限時間100秒以内に進む。
第3弾ではアルファベットの書かれてあるパネルが回る車輪の前に立ちアルファベットと混じって回っている数字を10秒以内に当てるホークアイ(不正解及び時間切れの場合は足元の床が開き落水)と第2弾で3rd Fantasy Stageだったステディーボイジャーとアルティメットプランク、第1弾・第2弾で2nd Adventure Stageの最終エリアにあったハートブレイカーという構成。
第4弾は20mの梯子をできる限り早く登り、1番早い者が優勝となる。

#### ペア戦
第1弾では2本設置された全長30mの途中に障害物がある一本橋を互いに1本ずつ超えるビクトリーブリッジと画面手前側がブランコにつかまりゴールの浮島に着地するビクトリーブランコで奥側がスイングマストでビクトリーブランコと同じ浮島のゴールに着地する。制限時間は55秒。
第2弾ではSEMI FINAL VIKING、FINAL VIKINGの2段構成であり、内容は以下のとおり。
- SEMI FINALでは第1弾でFINALであったエリアである[注 44]。制限時間も50秒に短縮された。
- FINALでは1人がうんていの4本一組のバーを動かしていきもう1人はそのうんていを進んでいく。途中にブレイクゾーンがあるため、休憩することも可能。最後は最後のうんていから2mの間隔があるゴール台にジャンプする。制限時間は90秒。

第3弾は1人がうんていを進み、もう1人はパーレイのような計算を解き、計算を解かなければうんていが進めず、うんていが進まないと問題が出題されないというシステムになっている。計算問題は全部で4問出題され、1・3問目が足し算、2・4問目が引き算という構成となっている。それを超えるとビクトリーブランコで2人でブランコにつかまり、ゴールの浮島に着地するが本戦では到達ペアが出なかった。制限時間は90秒。

### ステージ構成

#### 1st MARINE STAGE
| 個人戦 | エリア     | エリア             | エリア                 | エリア         | エリア               | エリア   | エリア           | エリア           | エリア             | 制限時間 |
| ------ | ---------- | ------------------ | ---------------------- | -------------- | -------------------- | -------- | ---------------- | ---------------- | ------------------ | -------- |
| 第1弾  | オデッセイ | ローディングドック | キャスタウェイ         | キャスタウェイ | メインデッキ         | パーレイ | キャノンボール   | スイングマスト   | キャプテンキャビン | 120秒    |
| 第2弾  | オデッセイ | ローディングドック | キャスタウェイ         | キャスタウェイ | メインデッキ         | パーレイ | キャノンボール   | スイングマスト   | キャプテンキャビン | 110秒    |
| 第3弾  | オデッセイ | ローディングドック | アルファベットパーレイ | キャスタウェイ | アイランドエスケープ | パーレイ | キャノンボール   | スウィングマスト | キャプテンキャビン | 135秒    |
| 第4弾  | オデッセイ | 高速スライダー     | トリプル・ウォール     | ライフボート   | パーレイ             | パーレイ | ダイブorクライム | メインデッキ     | サバイバルクライム | 180秒    |

| ペア戦 | エリア           | エリア             | エリア           | エリア         | エリア             | エリア             | エリア       | エリア           | エリア         | エリア           | エリア             | 制限時間 |
| ------ | ---------------- | ------------------ | ---------------- | -------------- | ------------------ | ------------------ | ------------ | ---------------- | -------------- | ---------------- | ------------------ | -------- |
| 第1弾  | ランデブー・ラン | ダブル・ウォール   | ダブル・ウォール | 高速スライダー | 跳び箱・47都道府県 | 跳び箱・47都道府県 | 運河渡り     | 運河渡り         | バンブーロード | ポールストレッチ | アングル35         | 111秒    |
| 第2弾  | ランデブー・ラン | ダブル・ウォール   | ダブル・ウォール | 高速スライダー | 跳び箱・47都道府県 | 跳び箱・47都道府県 | 運河渡り     | 運河渡り         | 宿題ロード     | ポールストレッチ | アングル35         | 111秒    |
| 第3弾  | ランデブー・ラン | スーパーダイビング | 壁登り           | 高速スライダー | 跳び箱             | パーレイ（記憶）   | ライフボート | パーレイ（解答） | 宿題ロード     | ラストロープ     | サバイバルクライム | 150秒    |

#### 2nd ADVENTURE STAGE
| 個人戦 | エリア                    | エリア                    | エリア                    | エリア                                                 | エリア                    | エリア                    | エリア                    | エリア                    | 制限時間 |
| ------ | ------------------------- | ------------------------- | ------------------------- | ------------------------------------------------------ | ------------------------- | ------------------------- | ------------------------- | ------------------------- | -------- |
| 第1弾  | ガリオン                  | ガリー                    | ロープメイズ              | クロスロード（サバイバルフラッグorサバイバルジャンプ） | ログスクリュー            | ヘブンリィクライム        | （休憩）                  | ハートブレイカー          | 120秒    |
| 第2弾  | ガリオン                  | ガリー                    | ロープメイズ              | クロスロード（サバイバルフラッグorサバイバルジャンプ） | ログスクリュー            | ヘブンリィクライム        | （休憩）                  | ハートブレイカー          | 120秒    |
| 第3弾  | ガリオン                  | カラーフュージョン        | ロープメイズ              | クロスロード（サバイバルフラッグorサバイバルジャンプ） | タクティカルパーレイ      | ヘブンリィクライム        | ヘブンリィクライム        | ヘブンリィクライム        | 135秒    |
| 第4弾  | ハンマーロード（全長50m） | ハンマーロード（全長50m） | ハンマーロード（全長50m） | ハンマーロード（全長50m）                              | ハンマーロード（全長50m） | ハンマーロード（全長50m） | ハンマーロード（全長50m） | ハンマーロード（全長50m） | 75秒     |

| ペア戦 | エリア          | エリア           | エリア         | エリア         | エリア           | エリア             | エリア     | 制限時間     |
| ------ | --------------- | ---------------- | -------------- | -------------- | ---------------- | ------------------ | ---------- | ------------ |
| 第1弾  | Wバランス・ラン | 親ばなれ子ばなれ | ハンマーロード | パーレイ       | ビックダイブ     | ローリングロード   | 脱出ポール | 140秒～150秒 |
| 第2弾  | ペアバンク      | 親ばなれ子ばなれ | ハンマーロード | パーレイ       | ジャングルロープ | ハードル2本橋      | 脱出ポール | 140秒        |
| 第3弾  | ペアバンク      | 親ばなれ子ばなれ | ハンマーロード | 二人乗り自転車 | ジャングルロープ | ウォーターウォール | 脱出ポール | 140秒        |

#### 3rd FANTASY STAGE
| 個人戦 | エリア                           | エリア                           | エリア                           | エリア         | エリア     | 制限時間 |
| ------ | -------------------------------- | -------------------------------- | -------------------------------- | -------------- | ---------- | -------- |
| 第2弾  | Steady Voyager or Ultimate Plank | Steady Voyager or Ultimate Plank | Steady Voyager or Ultimate Plank | Bio CLOCK      | Bio CLOCK  |          |
| 第4弾  | キャスタウェイ                   | スウィングマスト                 | クロスロープ                     | キャノンボール | 脱出ポール | 120秒    |

| ペア戦 | エリア           |
| ------ | ---------------- |
| 第2弾  | ドリームブリッジ |

#### FINAL VIKING
| 個人戦 | エリア                  | エリア                  | エリア                    | エリア                    | 制限時間  |
| ------ | ----------------------- | ----------------------- | ------------------------- | ------------------------- | --------- |
| 第1弾  | ホライズンロープ（23m） | ホライズンロープ（23m） | バーティカルロープ（10m） | バーティカルロープ（10m） | 100秒     |
| 第2弾  | ホライズンロープ（23m） | ホライズンロープ（23m） | バーティカルロープ（10m） | バーティカルロープ（10m） | 100秒     |
| 第3弾  | ホークアイ              | Steady Voyager          | Ultimate Plank            | ハートブレイカー          | [ 注 49 ] |
| 第4弾  | 梯子登り（20m）         | 梯子登り（20m）         | 梯子登り（20m）           | 梯子登り（20m）           |           |

| ペア戦 | ペア戦     | エリア             | エリア                             | 制限時間 |
| ------ | ---------- | ------------------ | ---------------------------------- | -------- |
| 第1弾  | 第1弾      | ビクトリーブリッジ | ビクトリーブランコ・スイングマスト | 55秒     |
| 第2弾  | SEMI FINAL | ビクトリーブリッジ | ビクトリーブランコ・スイングマスト | 50秒     |
| 第2弾  | FINAL      | 可動式うんてい     | 可動式うんてい                     | 90秒     |
| 第3弾  | 第3弾      | うんてい&計算      | ビクトリーブランコ                 | 90秒     |

#### 個人戦第1～2弾
1st Marine Stage 第1弾：制限時間120秒　第2弾：制限時間110秒
- オデッセイ→ローディングドック→キャスタウェイ→メインデッキ→パーレイ→キャノンボール→スイングマスト→キャプテンキャビン

Brain Ship Stage
- ルールは上記の通り。第2弾のみ実施で10名いたためシード2人+8人から6人に減らされ合計8人に。

2nd Adventure Stage 制限時間120秒(ハードブレイカーのみ無制限)
- ガリオン→ガリー→ロープメイズ→クロスロード(サバイバルフラッグorサバイバルジャンプ)→ログスクリュー→ヘブンリィ・クライム→（休憩）→ハートブレイカー

3rd Fantasy Stage
- Steady Voyager or Ultimate Plank→Bio CLOCK

FINAL VIKING 制限時間100秒
- ホライズンロープ→バーティカルロープ

#### 個人戦第3弾
1st Marine Stage 制限時間135秒(女性、高校生以下、50歳以上は142秒)
- オデッセイ→ローディングドック→アルファベットパーレイ→キャスタウェイ→アイランドエスケープ→パーレイ→キャノンボール→スウィングマスト→キャプテンキャビン

2nd Adventure Stage 制限時間135秒
- ガリオン→カラーフュージョン→ロープメイズ→クロスロード(サバイバルフラッグorサバイバルジャンプ)→タクティカルパーレイ→ヘブンリィクライム

FINAL VIKING 制限時間無制限(ホークアイのみ10秒)
- ホークアイ→Steady Voyager→Ultimate Plank→ハートブレイカー

#### 個人戦第4弾
1st Marine Stage 制限時間180秒（3分）
- オデッセイ→高速スライダー→トリプル・ウォール→ライフボート→パーレイ→ダイブorクライム→メインデッキ→サバイバルクライム

2nd Adventure Stage 制限時間75秒
- ハンマーロード(全長50m)

3rd Fantasy Stage　制限時間120秒（2分）
- キャスタウェイ→スウィングマスト→クロスロープ→キャノンボール→脱出ポール

FINAL VIKING
- 20mの梯子登り

#### ペア戦第1弾
1st Marine Stage 制限時間111秒
- ランテブー・ラン→ダブル・ウォール→高速スライダー→跳び箱・47都道府県→運河渡り→バンブーロード→ポールストレッチ→アングル35

クリアペアとバンブーロード以降のエリア到達ペアには2nd Adventure Stageの出場権が与えられる。
2nd Adventure Stage 制限時間140秒～150秒
- Wバランス・ラン→親ばなれ子ばなれ→ハンマーロード→パーレイ→ビックダイブ→ローリングロード→脱出ポール

FINAL VIKING 制限時間55秒
- ビクトリーブリッジ→ビクトリーブランコ・スイングマスト

#### ペア戦第2弾
1st Marine Stage 制限時間111秒
- ランテブー・ラン→ダブル・ウォール→高速スライダー→跳び箱・47都道府県→運河渡り→宿題ロード→ポールストレッチ→アングル35

クリアペアと上位数組には2nd Adventure Stageの出場権が与えられた。
2nd Adventure Stage 制限時間140秒
- ペアバンク→親ばなれ子ばなれ→ハンマーロード→パーレイ→ジャングルロープ→ハードル2本橋→脱出ポール

3rd Fantasy Stage 制限時間無制限
- ドリームブリッジ

SEMI FINAL 制限時間50秒
- ビクトリーブリッジ→ビクトリーブランコ・スイングマスト

FINAL VIKING 制限時間90秒
- 可動式うんてい

#### ペア戦第3弾
1st Marine Stage 制限時間150秒
- ランテブー・ラン→スーパーダイビング→壁登り→高速スライダー→跳び箱→パーレイ（記憶）→ライフボード→パーレイ（解答）→宿題ロード→ラストロープ→サバイバルクライム

クリアペアと上位5組には2nd Adventure Stageの出場権が与えられた。
2nd Adventure Stage 制限時間140秒
- ペアバンク→親ばなれ子ばなれ→ハンマーロード→二人乗り自転車→ジャングルロープ→ウォーターウォール→脱出ポール

FINAL VIKING 制限時間90秒
- うんてい&計算→ビクトリーブランコ

## スタッフ
- ナレーション：平野義和、江守徹[注 1]
- 企画：浜野貴敏（フジテレビ）
- 総合構成：渡邊健一
- 構成：藤井誠、つかはら、北村のん、吉村幹彦
- TD：高橋功
- SW：鈴木康雄
- CAM：市瀬康之
- VE：石川浩之
- AUD：中田重臣
- MIX：営野敦史
- VTR：川上政信
- ENG：高橋秀和
- 照明：床井弘一
- 美術プロデューサー：古川雅之
- 美術デザイン：高松浩則
- 美術制作：小美野淳一
- 装置：本間昌弘、玉置裕大
- 特殊装置：春日公一
- 電飾：斎藤幹也
- 編集：木野内幸浩
- MA：久保田隆
- 選曲：十川公男
- CG：兼子雅美
- ブロードキャストデザイン：ケネックジャパン
- TK：滝本優子
- 施設管理：花村恭之介（フジテレビ）
- 広報：神戸慎司（フジテレビ）
- 協力：東通、アックス、ティ・エル・シー、K&L、サークル、大和田、フジアール、デサント、メジャートレーナーズ、聖路加国際病院、昭和大学 藤が丘リハビリテーション病院、IORI、Ritta&Emma
- 撮影協力：東京都港湾局、東京都防災事務所
- 資料構成：嵯峨野功一、横山雄一郎、林賢一、川嶋隆宏
- デスク：刈屋舞子、松村みゆき、宇野しおり
- 制作補：竹田尚子
- AD：柏木学、中島敦、松野健一、田付由香、高國晋治、小山大輔、伊藤伸彦
- AP：遠藤美樹、谷口清子
- FD：金子大輔
- ディレクター：平元克二、久保田泰志、鳥羽正人、井内悦史、小網啓之、徳舛充人
- プロデューサー：恩田巖、小掛義之
- 演出：森山祐治、渡辺賢
- 総合演出・プロデューサー：樋口潮
- 制作：フジテレビ、Monster9

## ネット局

### 同時ネット
- フジテレビ（CX）
- 長野放送（NBS）（2006年10月15日より[注 51]）

### 時差ネット・遅れネット
- 北海道文化放送（uhb）
- 秋田テレビ（AKT）
- 福島テレビ（FTV）
- 新潟総合テレビ（NST）
- 富山テレビ（BBT）
- 石川テレビ（ITC）
- 福井テレビ（FTB）
- テレビ静岡（SUT）
- 岡山放送（OHK）
- 高知さんさんテレビ（KSS）
- サガテレビ（sts）
- テレビ長崎（KTN）
- 鹿児島テレビ（KTS）
- 沖縄テレビ（OTV）

### 過去
- 東海テレビ （THK）
- 仙台放送 （OX）

※2007年1月時点

## 備考
- 日曜15時台に放送されていた『スーパー競馬』が、14:30からの拡大版を放送する際には、14時台の『ザ・ノンフィクション』が通常より25分繰り上げ・5分短縮して放送されるため、本番組が放送休止となった。
- オープニングテーマ曲、及びスペシャル番組において各ステージをクリアした時に流れるBGMは映画『パイレーツ・オブ・カリビアン/呪われた海賊たち』の「He's A Pirate?[注 11]」。
- 「SASUKE」と同様に国外でも放送が行われていた。フランスのテレビ局JETで放映されており、英語のナレーションが追加されている。台湾でも台湾のテレビ局JETTVで「富士海筋肉王」として放送された。日本で放映されたものを音声も含めそのまま放映しているが、BGMのほとんどはNash Music Libraryのものに差し替えられ、一部の映像も著作権の問題上一部許可が取れなかったのか、カットやモザイク処理ではなく、別の映像に差し替えられている[注 52]。その別の映像の中には、日本放送版でダイジェストや全カットだった選手[注 53]のノーカット映像[注 54]、日本放送版で放送されなかったインタビュー映像があった。